# Trox pusillus
Trox pusillus är en skalbaggsart som beskrevs av Louis Albert Péringuey 1908. Trox pusillus ingår i släktet Trox och familjen knotbaggar. Inga underarter finns listade i Catalogue of Life.